# Olivier Girault
Olivier Girault, francoski rokometaš, * 22. februar 1973, Pointe-à-Pitre.
Leta 2004 je na poletnih olimpijskih igrah v Atlanti v sestavi francoske reprezentance osvojil 5. mesto. Čez štiri leta je z reprezentanco osvojil zlato medaljo.